# Алесандро Барико
Алесàндро Барѝко (на италиански: Alessandro Baricco) е популярен италиански писател, журналист, драматург, режисьор, телевизионен автор, музикален критик, телевизионен и радио водещ, носител на Награда „Виареджо“ (1993).

## Биография
Завършва Държавната класическа гимназия „Виторио Алфиери“ в Торино. Следва философия в Торинския университет, където се дипломира с дипломна работа по естетика (с научен ръководител Джани Ватимо). 
Започва кариерата си като писател, като публикува някои есета в областта на музикалната критика като Il genio in fuga („Бягащият гений“) (1988) за Росини и L'anima di Hegel e le mucche del Wisconsin („Душата на Хегел и кравите на Уисконсин“) (1992) за връзката между музиката и модерността. Сътрудничи като музикален критик на в. „Ла Републиката“ и на културната страница на в. „Ла Стампа“. Той е сред първите водещи на театралното предаване Radio Tre Suite по Rai Radio Tre.
През 1993 г. Барико става съосновател на школата за творческо писане Scuola Holden (Училище Холдън) в Торино, кръстена на едноименния герой на Селинджър. Там води води разнообразни курсове по техники на писането: писане на сценарии, публицистика, кратка проза, романи видеоигри.
Има две деца и е голям фен на ФК „Торино“.
На 22 януари 2022 г. обявява чрез социалните медии и пресата, че има тежка форма на левкемия.
Живее в Торино с партньорката си, италианската пианистка Глория Кампанер.

## Творчество

### Театър и кино
Към литературната продукция Барико добавя тази на театрален автор. Първият му текст е Davila Roa през 1996 г., поставен от Лука Ронкони, последван 2 г. по-късно от Novecento, un monologo („20 век, монолог“) (1998), поставен от Габриеле Вацис и изпълнен от Еудженио Алегри, по който е направен филмът „Легендата за пианиста“ на режисьора Джузепе Торнаторе. Omero, Illiade („Омир, Илиада“) (2004) е пренаписване и повторно тълкуване на Омировата поема в 24 монолога (плюс един). През 2007 г. излиза Moby Dick, поставен наред с други, от Стефано Бени, Клайв Ръсел и Паоло Роси. През същата година той се занимава с филмовата адаптация на Seta (2007), а на следващата година има първия си филм като режисьор: Lezione ventuno (2008) с тема „Петата симфония на Бетовен“, който предизвиква противоречиви реакции. 
След 7-годишна пауза той се завръща на сцената с Palladium Lectures (2013) – четири лекции по четири теми и четирима главни герои, публикувани през 2014 г. Също така през 2014 г. излиза Smith & Wesson – пиеса в две действия, докато през 2016 г. излизат Mantova Lectures и Palamede - L'eroe cancellato („Паламед – изтритият герой“), изиграна от Валерия Соларино.
През 2017 г. с Франческо Бианкони от Баустеле той поставя на сцена Steinbeck, Furore – завръщане към четенето на класиката на сцената.
Алесандро Барико е част от журито на секцията „Виртуална реалност във Венеция“ на 75-ия Международен филмов фестивал във Венеция (2018).

### Телевизия
Телевизионният дебют на Барико е с L'amore è un dardo („Любовта е стрела“) по Rai3 през 1993 г., посветен на популяризирането на операта. На следващата година, заедно с Джована Дзукони, той води по Rai3 Pickwick, del leggere e dello scrivere („Пикуик, за четенето и за писането“), на който е и създател.
През 1998 г. пише и редактира заедно с Габриеле Вачис сценария за телевизионната програма Totem по Rai 2.
През 2002 г. пише сценария за рекламния клип за 125-годишнината на Барила.
През 2017 г. Барико се завръща по Rai 3 с телевизионното представяне на шоуто Steinbeck, Furore, четенето на романа „Гроздовете на гнева“ от Джон Стайнбек, придружено от музикална селекция на Франческо Бианкони, лидер на група Баустеле.

## Противоречия
Спорът между Барико и Джулио Ферони, литературен критик, датира от март 2006 г. Спорът, роден и развит на страниците на в. „Република“, се появява и в „Историята на италианската литература“, дело на Ферони, в която той пише: „Барико проследява един вид портрет на художника като млад международен постмодерен: писател-шоумен, като трябва да бъде и както иска да бъде умерено образованата млада дребна буржоазия, добрата сладка американска левица." По този повод вестник „Ил Фольо“ по весел начин добавя препратка към писателя във всяка статия в броя от 2 март 2006 г.
Вместо това дебатът, който включва неговата нехудожествена продукция, е този, който се отнася до обвинението в присвояване от страна на Барико на някои философски теории, идващи преди всичко от Валтер Бенямин, без писателят да подчертава техния произход, като по този начин ги използва като свои собствени разработки.

### Романи
- Castelli di rabbia, 1991 – Награда „Лекари без граници“ (Франция)
- Oceano Mare,  1993 
Океан море, изд. „Унискорп“, 2004, прев. Толя Радева. ISBN 954-8456-90-7; изд. „Рива“, 2025, ISBN 9789543209774 – Награда „Палацо ал Боско“
- Seta, 1996
Коприна, изд. „Унискорп“, 2004, прев. Толя Радева, ISBN 954-330-003-8; изд. „Рива“, 2025, ISBN 9789543209828 – адаптиран в едноименния филм през 2007 г.
- City,  1999
City, изд. „Унискорп“, 2005, прев. Толя Радева, ISBN 954-330-042-9
- Senza sangue, 2002
Без кръв, изд. „Унискорп“, 2007, прев. Толя Радева, ISBN 978-954-330-090-7
- Omero, Illiade, 2004
- Questa storia, 2005
Тази история, изд. „Унискорп“, 2009, прев. Елена Кирова и Иво Йонков. ISBN 978-954-330-241-3
- I barbari, 2006
- Emmaus, 2009
Емаус, изд. „Унискорп“, 2016, прев. Иво Йонков. ISBN 9789543304295
- La storia di Don Giovanni, 2010
Дон Жуан, Сиела, 2014. ISBN 9789542814474
- Mr Gwyn, 2011
М-р Гуин, изд. „Унискорп“, 2017, прев. Тонина Манфреди. ISBN 9789543304523
- Tre volte all'alba, 2012
Три пъти на разсъмване, изд. „Унискорп“, 2017, прев. Тонина Манфреди. ISBN 9789543304530
- Smith & Wesson, 2014
- La Sposa giovane, 2015
- The Game, 2018

- Abel, 2023

### Разкази
- Il libro diVino. Una raccolta di sei racconti brevi scritti da Alessandro Baricco et al., Ivrea, Priuli & Verlucca, 1985.
- La sindrome Boodman, in Linea d'Ombra, n. 125, maggio 1997, с. 28–32.
- Istruzioni per l'uso e Quanto al prof. Minnemayer in Moreno Gentili, In linea d'aria. Immagini di un viaggio a piedi, Milano, Feltrinelli traveller, 1999. ISBN 88-7108-152-8

### Сценарии
- Novecento. Un monologo, Milano, Feltrinelli, 1994. ISBN 9788807880889; специално издание по случай 20 г. от издаването, Feltrinelli 2014 ISBN 9788807031212
- Davila Roa, Roma, Teatro di Roma, 1997.
- Partita spagnola, с Лучия Моизио, Roma, Dino Audino, 2003.

### Есета и статии

#### Книги
- Il genio in fuga. Due saggi sul teatro musicale di Gioachino Rossini, Genova, Il melangolo, 1988. ISBN 88-7018-082-4; Torino, Einaudi, 1997. (Morire dal ridere. Saggio sul carattere trascendentale del teatro comico rossiniano, 1987; Il pipistrello e la porcellana. Saggio sul teatro serio rossiniano tra Tancredi e Semiramide, 1986)
- L'anima di Hegel e le mucche del Wisconsin. Una riflessione su musica colta e modernità, Milano, Garzanti, 1992. ISBN 88-11-65060-7
- Barnum. Cronache dal Grande Show, Milano, Feltrinelli, 1995. ISBN 88-07-81346-7
- Barnum 2. Altre cronache del Grande Show, Milano, Feltrinelli, 1998. ISBN 88-07-81492-7
- Punteggiatura, a cura di e con altri, 2 voll., Milano, BUR, 2001. ISBN 88-17-12637-3 и ISBN 88-17-12638-1
- Next. Piccolo libro sulla globalizzazione e il mondo che verrà, Milano, Feltrinelli, 2002. ISBN 88-07-84014-6
- Il sogno continua, con Aldo Fallai e Gavino Sanna, Borgaro Torinese, G. Canale, 2002. ISBN 88-900021-2-3
- I barbari. Saggio sulla mutazione, Roma, Fandango, 2006. ISBN 88-6044-077-7
- Una certa idea di mondo. I migliori cinquanta libri che ho letto negli ultimi dieci anni, Roma, Gruppo editoriale L'Espresso, 2012.
- Palladium Lectures, Milano, Feltrinelli, 2014. ISBN 978-88-07-49151-1
- Il nuovo Barnum, Milano, Feltrinelli, 2016. ISBN 978-88-07-49203-7
- The Game, Torino, Einaudi, 2018. ISBN 978-88-06-23555-0
- Quel che stavamo cercando - 33 Frammenti. Milano, Feltrinelli, 2021. ISBN 978-88-07-49297-6

#### В сборници
- Dracula, в Franco Moretti (a cura di), Il romanzo, IV, Temi, luoghi, eroi, Torino, Einaudi, 2003. ISBN 88-06-15293-9. После в Bram Stoker, Dracula, Milano, Oscar Mondadori, 2005. ISBN 88-04-54323-X

#### Във вестници и списания
- Scrittura, memoria, interpretazione. Note sulla teoria estetica di Th. W. Adorno, в "Rivista di estetica", n. 9, 1981.
- Della forma filosofica. A partire da alcune pagine di Walter Benjamin, в "Giornale di metafisica", n. 3, 1983.
- Sul carattere trascendentale del teatro comico rossiniano, в "Rivista di Estetica", n. 24, 1986.
- L'uomo che riscriveva Raymond Carver, във в. „Ла Република“, Album 2000.
Човекът, който пренаписа Карвър, в сп. „Факел“, бр. 2, 2007.

### Друго

#### Книги
- Totem. Letture, suoni, lezioni, с Габриеле Вачис и Уго Воли, Roma, Fandango Libri, 1999. ISBN 88-87517-03-7
- Totem 1. Letture, suoni, lezioni, воден и реализиран от и с Габриеле Вачис, с видеокасета, Milano, BUR, 2000. ISBN 88-17-25895-4
- Totem 2. Letture, suoni, lezioni, воден и реализиран от и с Габриеле Вачис, с видеокасета, Milano, BUR, 2000. ISBN 88-17-25896-2
- Balene e sogni. Leggere e ascoltare, l'esperienza di Totem, с Роберто Тараско и Габриеле Вачис, Torino, Einaudi, 2003.
- City reading project. Sette storie scelte da City. Lo spettacolo a Romaeuropa Festival, Milano, Rizzoli, 2003. ISBN 88-17-87218-0

#### Участия
- Introduzione e Postfazione (увод и послеслов към) a Joseph Conrad, Cuore di tenebra, Milano, Feltrinelli, 1995. ISBN 88-07-82118-4
- Introduzione (увод към) a John Fante, Chiedi alla polvere, Torino, Einaudi, 2004. ISBN 88-06-16805-3
- Traduzione e commento con Ilario Meandri di Herman Melville, Tre scene da Moby Dick, Roma, Fandango, 2009. ISBN 978-88-6044-118-8
- Prefazione a Davide Demichelis, con A. Ferrari, R. Masto, L. Scalettari (a cura di), Quel che resta del mondo. Venticinque testimonianze sugli inganni dell'ambientalismo, Milano, Baldini & Castoldi, 1999. ISBN 88-8089-714-4
- A proposito del pittore Plasson, dei rebus, di quadri che urlano e altro, in Marco Vacchetti, Nova-Nove. Opere 1996. Catalogo della Mostra, Torino, s.n., 1996.
- Il che è bello e istruttivo, prefazione a Giovanni Guareschi, Lo Zibaldino. Storie assortite vecchie e nuove, Milano, Rizzoli, 1997. ISBN 88-17-66409-X
- Esisterebbe Paperopoli senza Paperone? No. Il suo Deposito troneggia simbolicamente in mezzo alla città, in Walt Disney, Zio Paperone, Milano, BUR, 2000. ISBN 88-17-86558-3

## Филмография

### Актьор
- Il cielo è sempre più blu, regia di Antonello Grimaldi (1996)

### Режисьор
- Lezione ventuno (2008)

### Сюжет
- Effetto Toro, реж. Немезио Белтраме и Валтер Бучино (1985)
- La leggenda del pianista sull'oceano, реж. Джузепе Торнаторе (1998)
- Seta, реж. Франсоа Житар (2007)
- Lezione ventuno (2008)

### Сценарист
- Lezione ventuno (2008)

### Телевизионен автор и водещ
- L'amore è un dardo (1993)
- Pickwick, del leggere e dello scrivere (1994)
- Totem (1998)
- Steinbeck, Furore (2017)

## Театър

### Режисьор
- Smith & Wesson (2021)

## Дискография
- City Reading. Tre storie western, албум с AIR, Parigi, Record makers, 2003

## Награди
- 1991 – Финалист на Награда „Бергамо“ и финална селекция на Награда „Кампиело“ за Castelli di rabbia
- 1993 – Награда „Виареджо“ за Oceano mare
- 1995 – Prix Médicis étranger за Castelli di rabbia
- 2010 – Награда „Джовани Бокачо“ за Emmaus и за неговата „мултидисиплинарна активност"
- 2011 – Награда „ФриулАдрия“ - La storia in un romanzo за Questa storia
- 2012 – Награда „Чезаре Павезе за белетристика“ за Tre volte all'alba
- 2019 – Национална награда „Лучо Мастронарди“ за кариера
- 2020 – Европейска награда „Шарл Вейон за есеистика“ за The Game
- 2020 – Награда „Кампиело“o за кариера
- 2022 – Penna d'oro